# 石垣海上保安部

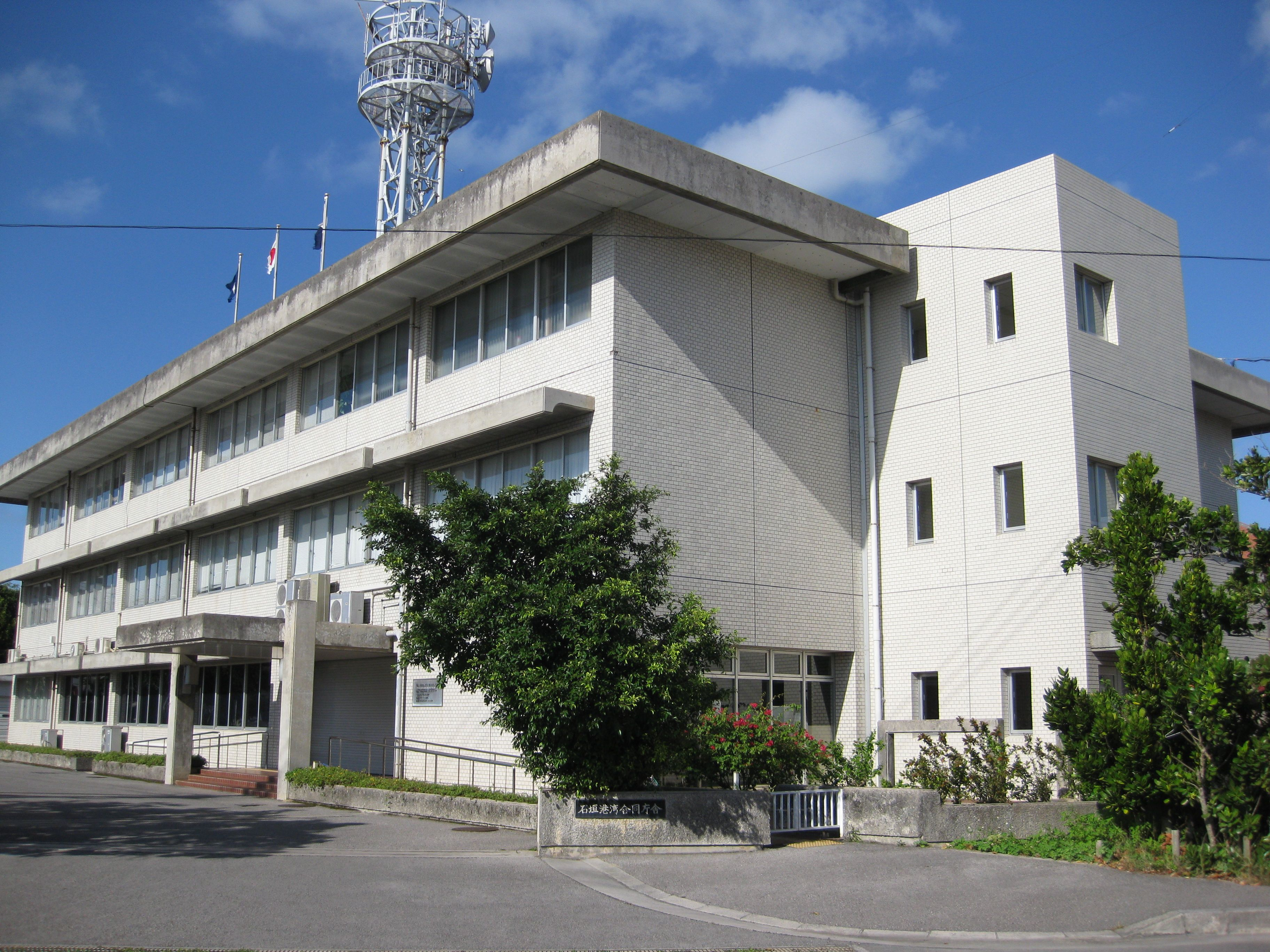
石垣海上保安部が入居する石垣港湾合同庁舎

石垣海上保安部（いしがきかいじょうほあんぶ、英称：Ishigaki Coast Guard Office）は、沖縄県石垣市にある海上保安庁第十一管区海上保安本部の海上保安部である。

## 概要
日本最南端に位置する海上保安部で、八重山列島（石垣市、八重山郡竹富町、与那国町）を管轄している。担任水域は南北約330km、東西約430kmに及び、中国及び台湾（中華民国）と国境を接している。定員689人（2016年度）を擁する全国で最大規模の海上保安部である。
管轄区域内にある尖閣諸島3島が国有化された2012年（平成24年）9月以降、中国公船の徘徊、領海侵入が常態化しているため、尖閣領海警備専従体制が整備され、2016年（平成28年）2月24日のくにがみ型巡視船2隻の就役を以て尖閣領海警備専従体制が完成。これに並行して、石垣港での係留施設の整備も2015年度内に完成し、4月16日には完成披露式、及び、浜崎桟橋テープカット・渡り初めが行われた。さらに2021年度（令和3年度）には、海上保安庁で最大級のヘリコプター搭載型巡視船であるれいめい型巡視船あさづきが配備された。
なお、同じく石垣市に所在する石垣航空基地は、石垣海上保安部の下部組織ではなく、第十一管区海上保安本部に直属する組織である。
- 所在地：沖縄県石垣市浜崎町1-1-8 石垣港湾合同庁舎内
- 管轄区域：沖縄県石垣市、八重山郡（竹富町、与那国町）[2]

## 沿革
- 1972年（昭和47年）
  - 5月15日 - 本土復帰。石垣海上保安部設置[10]。巡視船「ちとせ」配属[11]。
  - 6月19日 - 石垣海上保安部開設記念式典挙行[10]。
  - 8月31日 - 巡視艇「あだん」配属[11]。
  - 10月1日 - 平良海上保安署設置[11]。
  - 11月15日 - 巡視艇「あだん」を「のばる」に改名し、平良海上保安署に配属[11]。
  - 12月20日 - 新造巡視船「やえやま」配属（12月28日に石垣港に入港）[10][11]。
  - 12月25日 - 灯台見回り船「あやばね」（初代）配属[10][11]。
- 1973年（昭和48年）
  - 6月30日 - 石垣海上保安部石垣中規模通信所運用開始[10][11][12]。
- 1978年（昭和53年） - 石垣中規模通信所が宮良牧中に移転し、石垣救難方位測定局となる[10][12]。
- 1979年（昭和54年）
  - 6月26日 - 高速巡視艇「てるづき」配属（7月6日に石垣港に入港）[10][11]。
  - 7月26日 - 巡視艇「なつづき」（PC113）配属[11]
  - 9月29日 - 福江海上保安署に配備替の巡視船「やえやま」の引渡式挙行[10]。
  - 10月31日 - 巡視船「よなくに」（初代）配属（11月10日に石垣港に入港）[10][11]。
- 1980年（昭和55年）3月28日 - 巡視船「はてるま」（PL124）が配属され石垣港に入港[10]。
- 1981年（昭和56年）7月30日 - 巡視船「はてるま」（PL124）が魚釣島付近で漂流中のベトナム難民16人を救助[10]。
- 1983年（昭和58年）3月11日 - 石垣御神埼灯台新設[11]。
- 1985年（昭和60年）7月23日 - 石垣港湾合同庁舎が竣工し、石垣海上保安部及び石垣救難方位測定局が移転[10][12]。
- 1993年（平成5年）3月22日 - 巡視艇「みやづき」が第七管区海上保安本部に配属替[11]。
- 1995年（平成7年）11月13日 - 巡視艇「あだん」配属[11]。
- 1997年（平成9年）8月12日 - 灯台見回り船「あやばね」（初代）が外離島付近で出火したダイビングボートの乗客・乗員23名を救助[13]。
- 1999年（平成11年）
  - 4月1日 - 巡視船「ばんな」配属[11]。
  - 4月1日 - 巡視艇「てるづき」が第五管区海上保安本部に配属替[11]。
- 2000年（平成12年）
  - 3月 - 灯台見回り船「あやばね」（初代）解役[14]。
- 2005年（平成17年）
  - 2月5日 - 解役される巡視船「よなくに」（初代）の出港式を挙行[15]。
  - 2月 - 巡視船「よなくに」（PL128・2代）就役[16]。
  - 4月1日 - 石垣海上保安部航行援助センター発足[11]。
- 2006年（平成18年）12月31日 - 石垣海上保安部通信所が閉所（閉所式は12月22日）[12][11]。
- 2007年（平成19年）
  - 1月1日 - 石垣海上保安部通信所が那覇市の第十一管区海上保安本部運用司令センターに移転統合転[12]。
  - 4月1日 - 平良海上保安署が宮古島海上保安署に改称[11][17]。
  - 4月1日 -  - 石垣海上保安部交通課発足[11]。
- 2008年（平成20年）
  - 2月27日 - 巡視船「はてるま」（PL124）解役式挙行[18]。
  - 3月31日  - 巡視船「はてるま」（PL61）就役（4月21日に石垣港に入港）[11][19]
  - 6月10日 - 台湾（中華民国）の遊漁船「聯合號」が尖閣諸島付近の日本領海内で鹿児島海上保安部所属の巡視船「こしき」と衝突し沈没（聯合号事件）[20]。
  - 8月1日 - 巡視船「ばんな」が福岡海上保安部へ配属替[11]。
  - 8月1日 - 巡視船「みずき」が福岡海上保安部から配属替[11]。
  - 12月10日 - 小樽海上保安部に配属替えの巡視船「よなくに」（PL128・2代）の見送り式挙行[16]。
- 2009年（平成21年）
  - 2月2日 - 巡視船「よなくに」（PL63・3代）就役（2月20日に石垣港に入港）[11][21]。
  - 3月10日 - 巡視艇「なつづき」（PC212）就役（4月7日に石垣港に入港）[11][22]。
  - 3月31日 - 巡視艇「あだん」（CL154）就役（4月15日に石垣港に入港）[23]。
- 2010年（平成22年）9月7日 - 尖閣諸島付近で操業していた中国漁船と、石垣海上保安部所属の巡視船「みずき」・「よなくに」が衝突（尖閣諸島中国漁船衝突事件）。
- 2011年（平成23年）
  - 4月1日 - 灯台見回り船「あやばね」（2代）が名古屋海上保安部へ配置替[11]。
  - 10月8日 - 福岡海上保安部から巡視船「いしがき」（PL62・旧名「はかた」）配置換え[24]。
- 2012年（平成24年）9月11日 - 尖閣諸島国有化。
- 2014年（平成26年）
  - 2月28日 - 巡視艇「やえづき」（PC124）就役[11]。
  - 9月26日 - 巡視船「たけとみ」（PL81）、「なぐら」（PL82）就役（10月20日に石垣港に入港）[11][25]。
  - 11月7日 - 巡視船「かびら」（PL83）就役（12月3日に石垣港に入港）[11][26]。
- 2015年（平成27年）
  - 2月25日 - 巡視船「ざんぱ」（PL84）就役（3月20日配備）[11][27]。
  - 11月25日 - 巡視船「たらま」（PL85）、「いけま」（PL86）、「いらぶ」（PL87）就役[11][28]。
- 2016年（平成28年）
  - 2月4日 - 巡視船「とかしき」（PL88）就役（2月17日に石垣港に入港）[11][29]。
  - 2月24日 - 巡視船「いぜな」（PL89）、「あぐに」（PL90）就役。尖閣領海警備専従体制が完成[11][5]。
  - 4月1日 - 巡視艇「なつづき」が宮古島海上保安署へ配属替[11]。
  - 4月1日 - 巡視艇「やえづき」（PC124）が宮古島海上保安署から配属替[11]。
  - 4月16日 - 尖閣領海警備専従体制完成披露式、石垣港浜崎桟橋テープカット・渡り初め。
  - 10月1日 - 宮古島海上保安部が発足。石垣海上保安部の管轄区域のうち、宮古島市及び多良間村が宮古島海上保安部の管轄となる[2][30]。
  - 10月24日 - 巡視船「よなくに」（PL63・3代）が中城海上保安部へ配属替[11]。
  - 11月25日 - 巡視船「よなくに」（PL14・4代）配属（12月11日に石垣港に入港）[31]。
- 2017年（平成29年）12月20日 - 真栄里宿舎（200戸）が完成[32]。
- 2019年（令和元年）12月17日 - 巡視船「もとぶ」（PL13）配属[33]。
- 2021年（令和3年）11月12日 - ヘリコプター搭載型巡視船「あさづき」（PLH35）就役（11月26日に石垣港に入港）[8]。
- 2022年（令和4年）12月13日 - 巡視船「みずき」（PS11）が那覇海上保安部へ配属替[34]。
- 2023年（令和5年）2月22日 - 巡視船「あぐに」（PL89）と小樽海上保安部所属の「えさん」（PL12）が相互に配置替。石垣海上保安部に配属されたPL12は「あぐに」に船名変更[35][36]。
- 2024年（令和6年）2月22日 - 巡視船「やえやま」（PL203）及び「はてるま」（PL94）就役[37]（これに伴い「はてるま」（PL61）は紋別海上保安部[38]、「いらぶ」（PL87）は唐津海上保安部[39]へ配置替）。

## 所属船艇

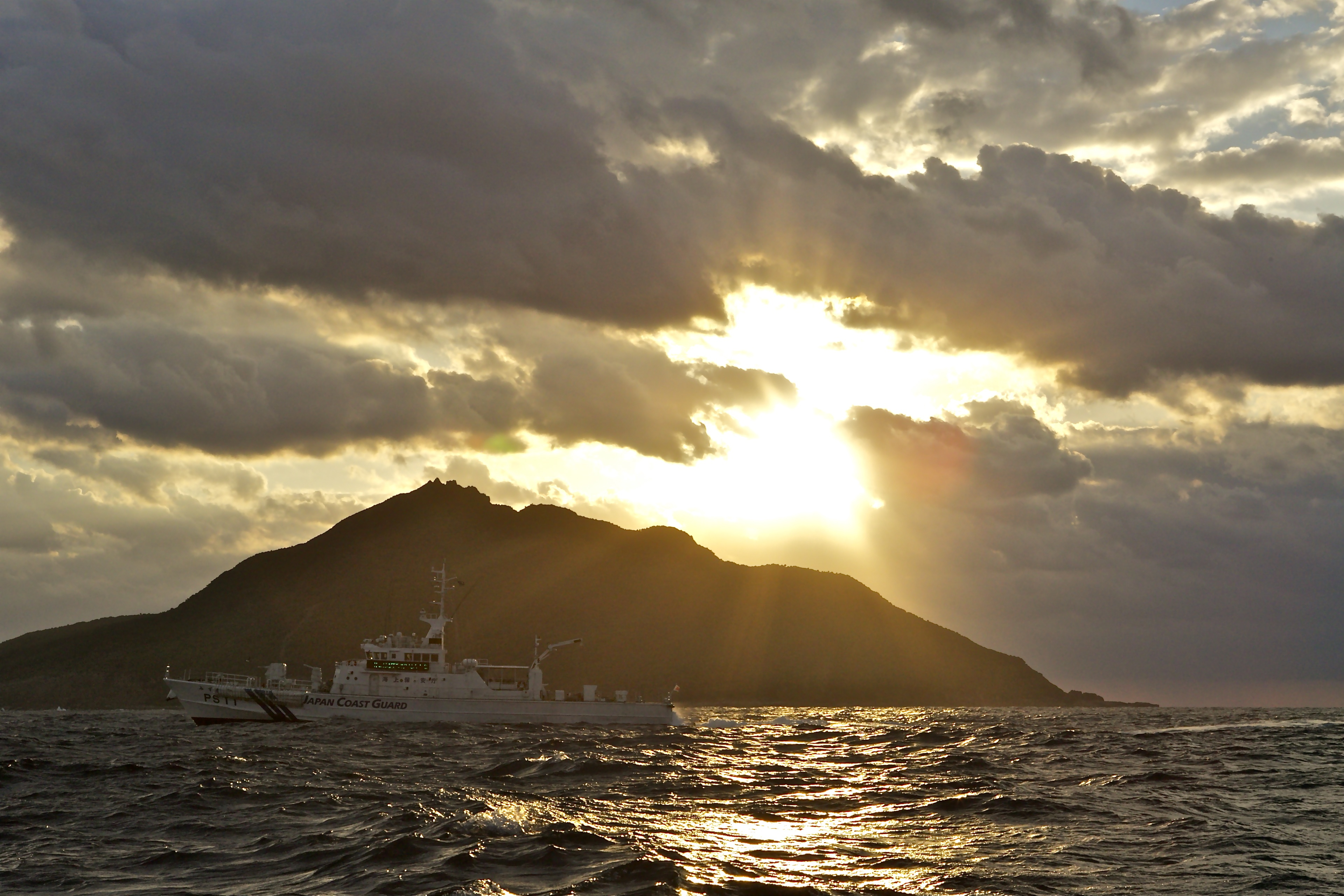
魚釣島近海を航行するPS11 みずき（2012年）

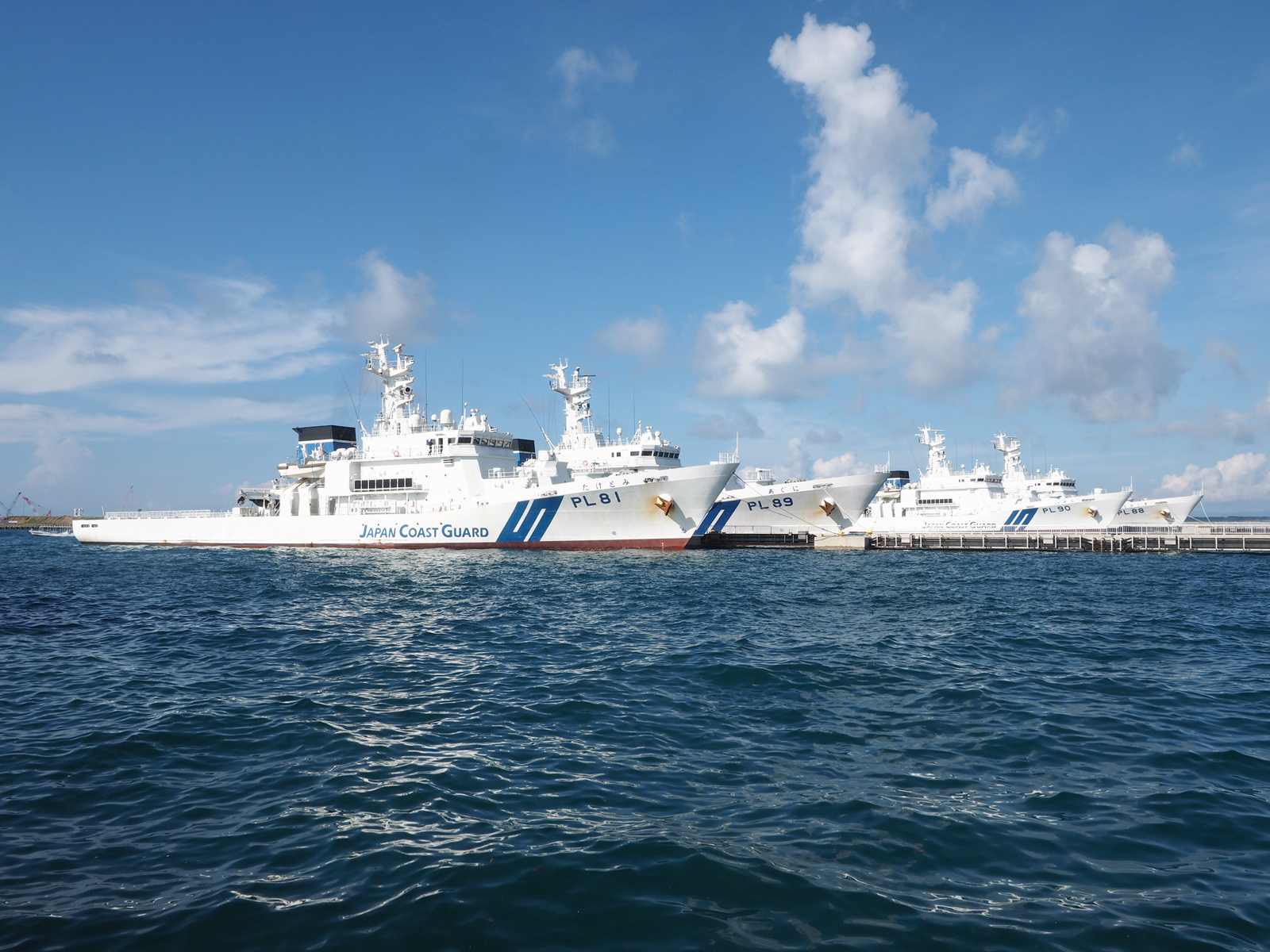
石垣港に停泊する尖閣領海警備専従巡視船（左からPL81 たけとみ、PL89 あぐに、PL90 いぜな、PL88 とかしき）

脚注のない船艇については、石垣海上保安部・第十一管区海上保安本部のウェブサイトを参照。

### 巡視船
- PLH35 あさづき（れいめい型）[8]
- PL203 やえやま（みやこ型）
- PL12 あぐに（くにがみ型）
- PL13 もとぶ（くにがみ型）[33]
- PL14 よなくに（くにがみ型）[31]
- PL81 たけとみ（くにがみ型）
- PL82 なぐら（くにがみ型）
- PL83 かびら（くにがみ型）
- PL84 ざんぱ（くにがみ型）
- PL85 たらま（くにがみ型）
- PL86 いけま（くにがみ型）
- PL88 とかしき（くにがみ型）
- PL90 いぜな（くにがみ型）
- PL94 はてるま（くにがみ型）

### 巡視艇
- PC124 やえづき（かがゆき型）
- CL154 あだん（すずかぜ型）

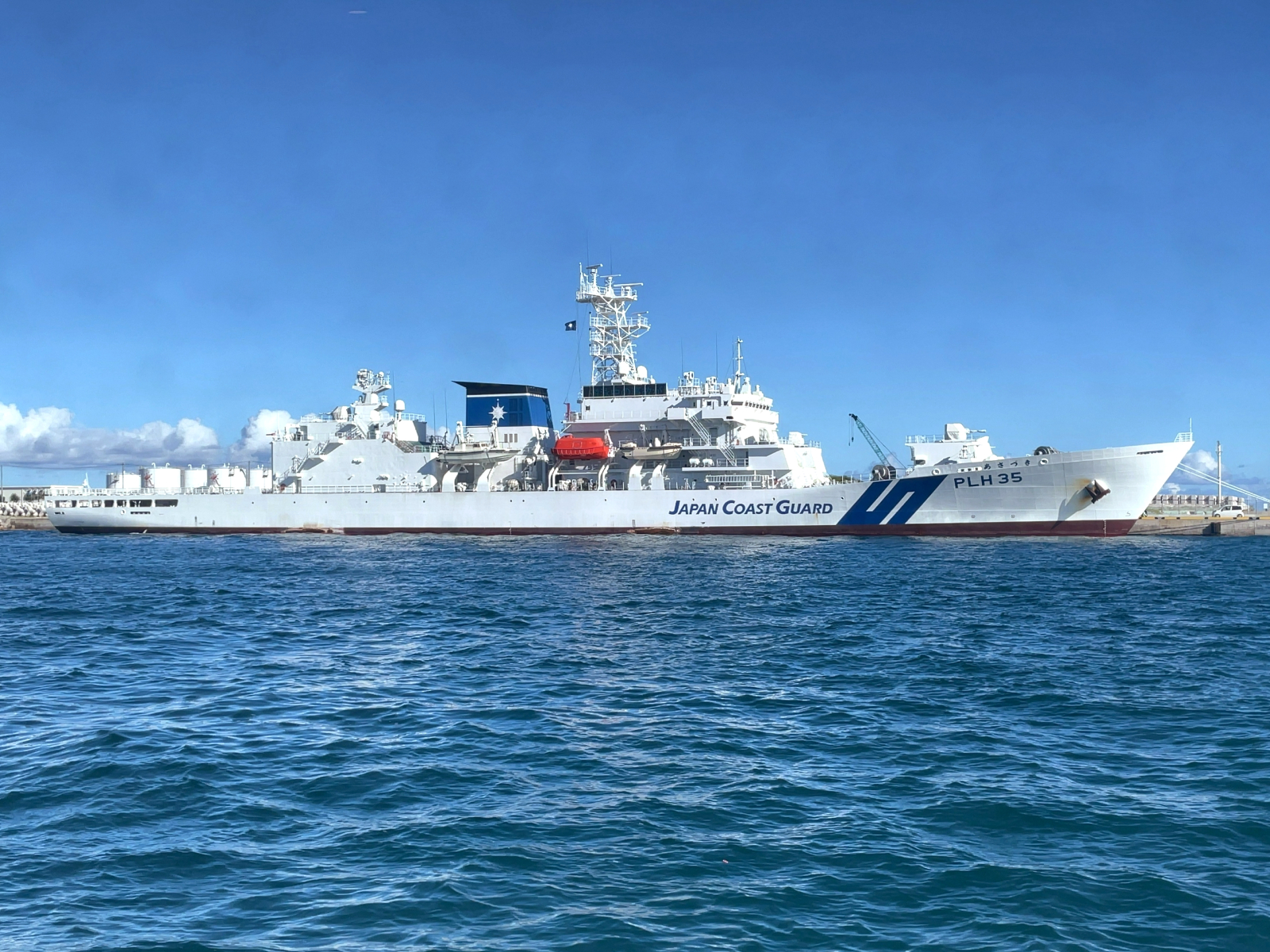
PLH35 あさづき
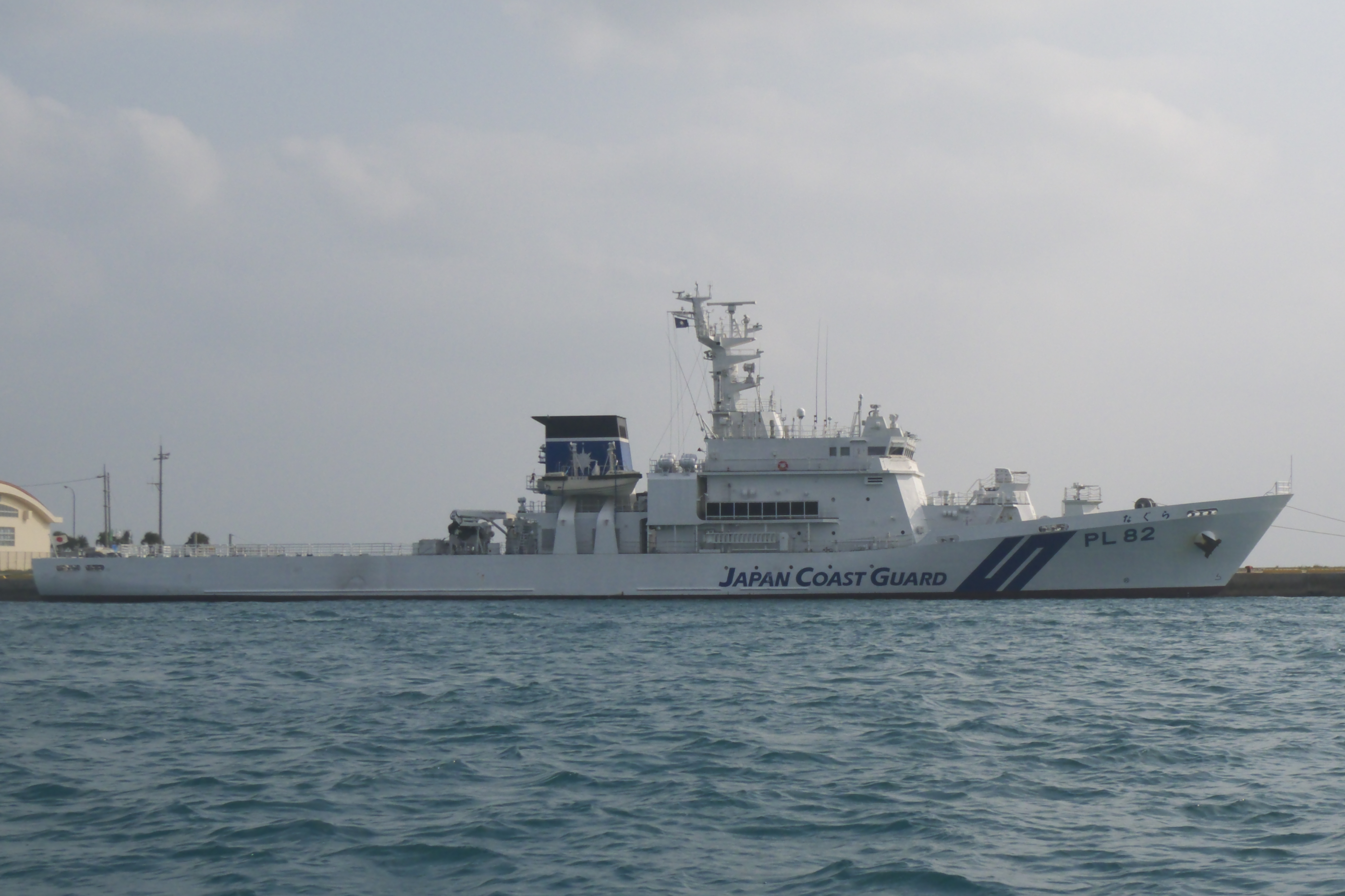
PL82 なぐら
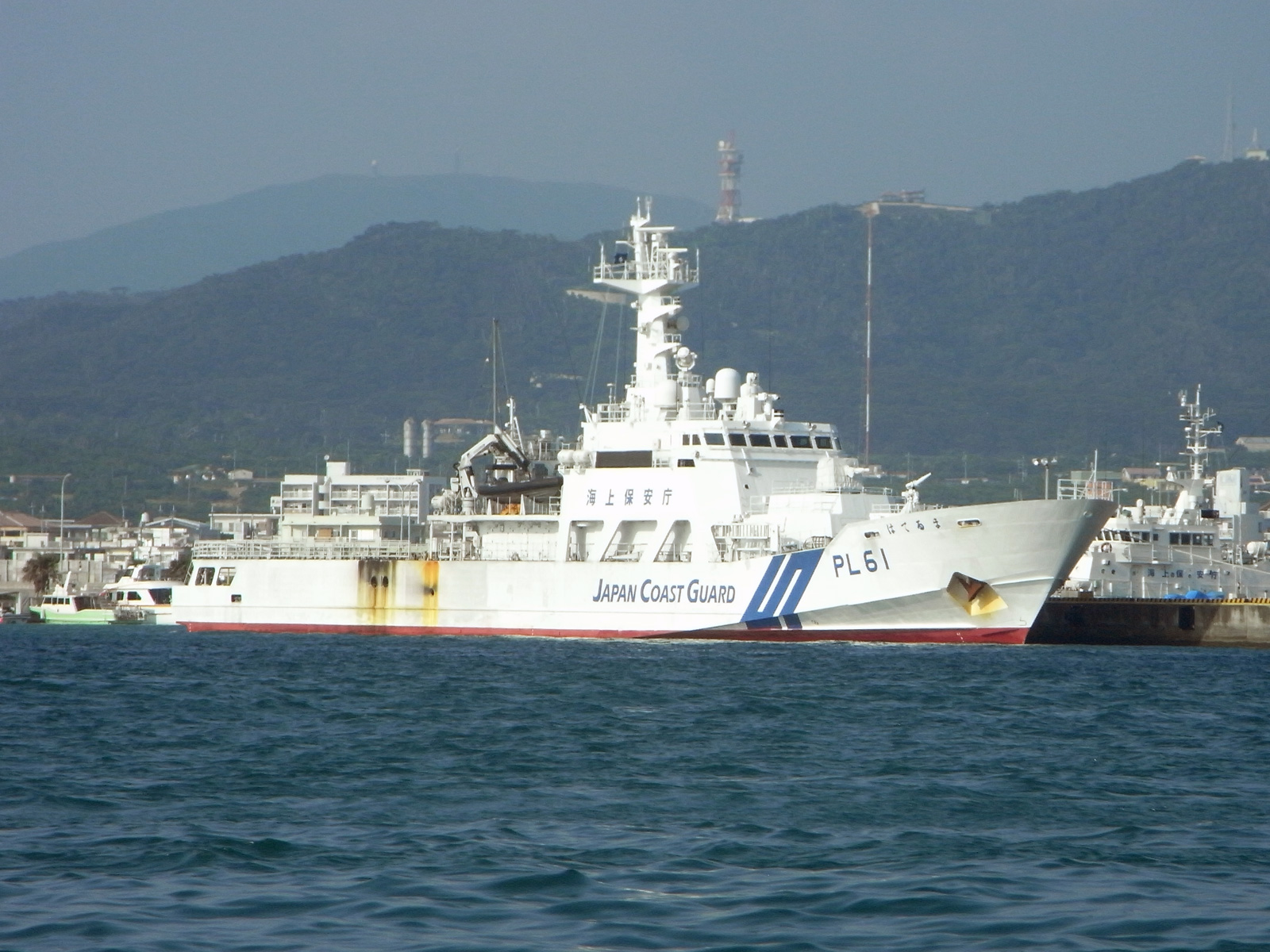
PL61 はてるま（2024年2月に紋別海上保安部へ配置替）
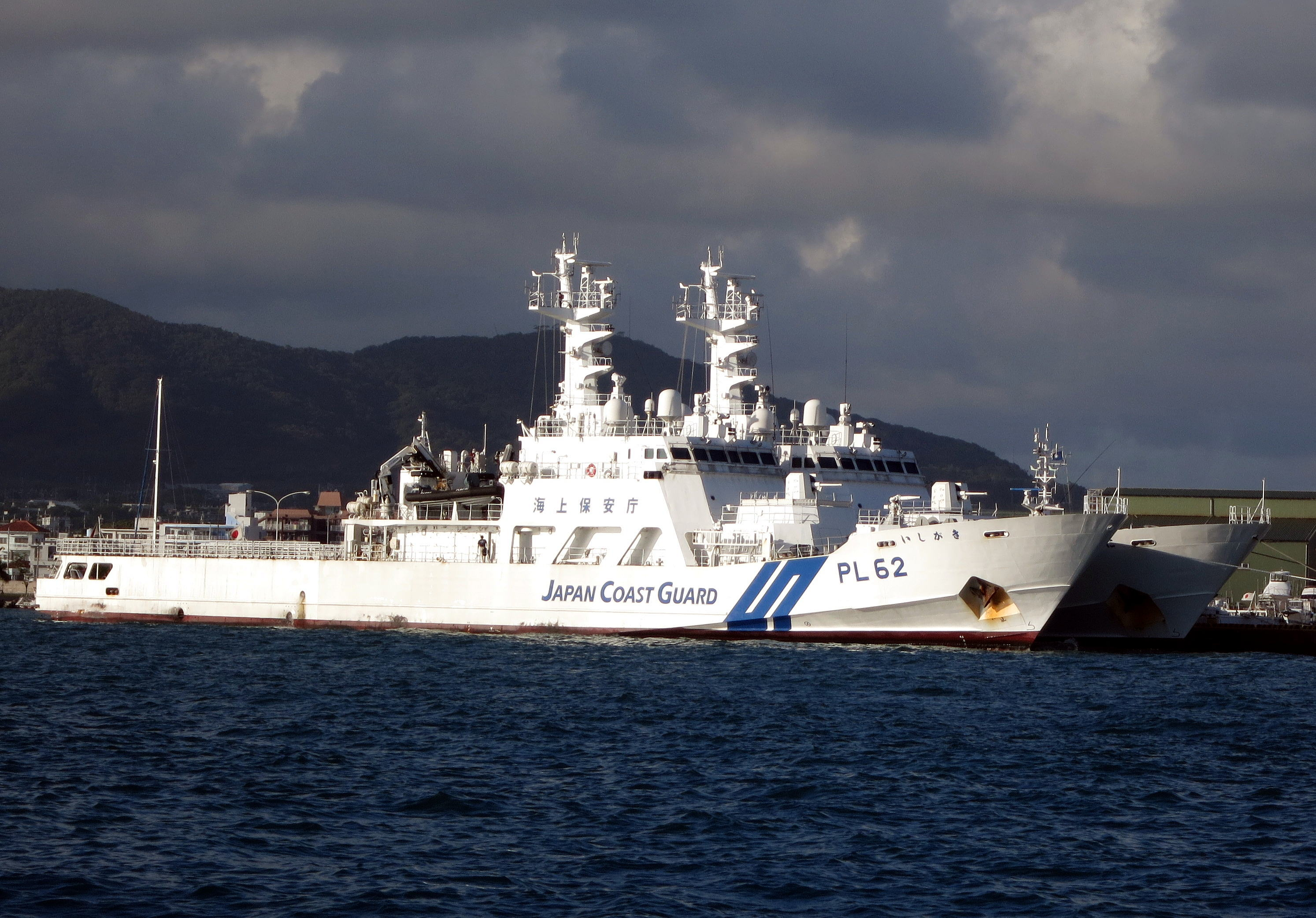
PL62 いしがき（2020年2月に中城海上保安部へ配置替）